# Asaf Jaguri
Asaf Jaguri (hebrejsky: אסף יגורי, žil 13. února 1931 – 18. března 2000) byl izraelský politik a poslanec Knesetu za strany Izraelská strana práce, Ma'arach, Daš, Šinuj a opět Ma'arach.

## Biografie
Narodil se ve vesnici Jagur. Vystudoval střední školu a ekonomii v semináři Ef'al. Sloužil v izraelské armádě, kde dosáhl hodnosti podplukovníka (Sgan Aluf). V jomkipurské válce velel tankovému praporu, který bojoval na egyptské frontě, byl zajat Egypťany.

## Politická dráha
Byl členem ústředního výboru hnutí ha-No'ar ha-Oved ve-ha-Lomed, angažoval se v mládežnické sekci hnutí ha-Kibuc ha-Me'uchad, byl pokladníkem v kibucu Jagur. Pracoval v obchodním oddělení Izraelské správy přístavů. Vedl rozvoj turistického ruchu v jižním Sinaji, řídil turistický komplex v Šarm aš-Šajchu (tehdy izraelská osada Ofira).
V izraelském parlamentu zasedl po volbách v roce 1977, do nichž šel za stranu Daš. V průběhu volebního období se poslanecký klub Daš rozpadl a Jaguri v roce 1978 přešel do frakce Ja'ad. Byl členem výboru práce a sociálních věcí, výboru pro imigraci a absorpci a výboru pro ekonomické záležitosti. Předsedal podvýboru pro autoškoly, podvýboru pro nákup a vlastnictví soukromých automobilů a podvýboru pro návrat emigrantů. Ve volbách v roce 1981 kandidoval za Ja'ad, ale tato formace neuspěla a zastoupení v parlamentu nezískala.